# Рыспай (озеро)
Рыспай (каз. Рыспай) — озеро в Костанайском районе Костанайской области Казахстана. Находится к востоку от посёлка Рыспай.
По данным топографической съёмки 1957 года, площадь поверхности озера составляет 1,18 км². Наибольшая длина озера — 1,5 км, наибольшая ширина — 1,2 км. Длина береговой линии составляет 4,8 км, развитие береговой линии — 1,23. Озеро расположено на высоте 187 м над уровнем моря.